# ユゴニオ弾性限界
ユゴニオ弾性限界（ユゴニオだんせいげんかい、Hugoniot Elastic Limit、HEL）とは、衝撃圧縮下で固体が塑性変形を開始し流体のように振舞う領域に入る境界線となる圧力である。
この限界を超えた固体は塑性変形を開始し流体のように振舞うようになることを利用して、超音速でハンマーを振り下ろすことで冷間のまま金属を加工するコールドハンマーや、爆薬の爆轟による衝撃波で金属のユゴニオ弾性限界を超えさせることで金属を加工する爆着などがある。
また、成形炸薬弾は着弾時に炸薬によってモンロー/ノイマン効果を生じさせ、ユゴニオ限界を超える条件を作り出す。
| 材質         | 単位：ギガパスカル |
| ------------ | ------------------ |
| 銅           | 0.5                |
| 鋼鉄         | 1.2                |
| タングステン | 3.8                |
| セラミック   | 12 - 20            |